# ليوناردو أزارو
ليوناردو أزارو (بالإيطالية: Leonardo Azzaro)‏ مواليد 30 مايو 1978 في فلورنسا، هو لاعب كرة مضرب إيطالي سابق بدأ مسيرته كمحترف سنة 1997 وكان يلعب باليد اليسرى. أعلى تصنيف له في الفردي كان المركز الـ 180 في سنة 2004. أعلى تصنيف له في الزوجي كان المركز الـ 94 في سنة 2006.

## النهائيات

### الفردي: (1)
| الرقم | السنة | الدورة             | الأرضية | المنافس في النهائي | النتيجة في النهائي      |
| ----- | ----- | ------------------ | ------- | ------------------ | ----------------------- |
| 1.    | 2004  | أشافنبورغ، ألمانيا | ترابية  | توبياس سامرر       | 6–4, 6–7(7–9), 7–6(7–2) |

## روابط خارجية
- ليوناردو أزارو على موقع رابطة محترفي التنس (الإنجليزية)
- ليوناردو أزارو على موقع الاتحاد الدولي لكرة المضرب (الإنجليزية)
- ليوناردو أزارو على موقع خلاصة التنس.كوم (الإنجليزية)
- ليوناردو أزارو على موقع إي إس بي إن.كوم (الإنجليزية)